# Taku River
Taku River är ett vattendrag i Kanada och USA.  Det rinner från British Columbia i Kanada till Alaska i USA.
Trakten runt Taku River är nära nog obefolkad, med mindre än två invånare per kvadratkilometer.